# Christiane Eleonore zu Dohna-Lauck

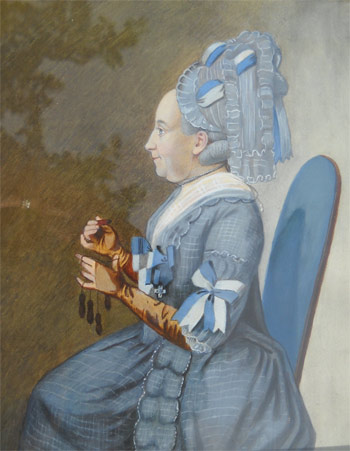
Gräfin Christiane Eleonore zu Stolberg Wernigerode, Äbtissin von Drübeck

Christiane Eleonore Burggräfin und Gräfin zu Dohna-Lauck, geb. Gräfin zu Stolberg-Wernigerode (*  27. Februar 1723 in Wernigerode; †  29. November 1786 in Wernigerode) war eine deutsche Dichterin geistlicher Lieder, Adlige und Äbtissin des Klosters Drübeck.

## Leben
Christiane Eleonore wurde am 27. Februar 1723 als eines von zwölf Kindern in Wernigerode geboren, von denen nur vier das Erwachsenenalter erreichten. Ihr Vater war Graf Christian Ernst zu Stolberg-Wernigerode und ihre Mutter Sophie Charlotte zu Stolberg-Wernigerode, geb. Gräfin zu Leiningen-Westerburg, war eine der Mitbegründerinnen des Pietismus in Wernigerode. Von 1752 bis 1755 war Christiane Eleonore Äbtissin des Klosters Drübeck. Am 27. Februar 1755 wurde sie die zweite Ehefrau von Adolph Christian, Burggraf zu Dohna-Lauck, woraufhin ihre ältere Schwester Luise Christiane (1713–1796) von ihr das Äbtissinnen-Amt übernahm. Adolph Christian war ein Enkel von Christoph Friedrich zu Dohna-Lauck und ein älterer Bruder von August von Dohna-Lauck. Im November 1786 verstarb Christiane Eleonore in Wernigerode im Alter von 63 Jahren.

## Werk
Wie der deutsche Theologe und Hymnologe Eduard Emil Koch in seinem Buch Geschichte des Kirchenlieds und Kirchengesangs der christlichen insbesondere der deutschen evangelischen Kirche vermerkt, habe Christiane Eleonore so manches fromme Lied im Wernigerödischen Gesang-Buch von 1752 verfasst. Es sind dies die Liedernummern 23 („Auf! lasst uns ein dancklied bringen unserm GOtt und unserm lamm“), 86 („Die furcht des HErrn bleibt ewig stehen“), 202 („Halleluja, daß GOtt mich hat geliebet“), 204 („Halleluja, immer weiter“), 236 („Herrlich lamm! Du zerbrichst das grab“), 257 („Hilf JEsu! laß es mir gelingen“), 266 („Holdeslamm, an diesem tage“), 309 („Jesu, aller würde werth“), 332 („Jesu, licht und gnadensonne“), 351 („Jesus lebt, dis stillt die noth“), 391 („Kommt, lobet meinen freund mit mir“), 411 („Liebster JEsu, lass mein lallen Dir in gnaden wohlgefallen“), 415 („Lobet, ihr Zionsgesellschaft, den HErrn“), 441 („Mein geist legt sich in demuth nieder“), 467 („Mein Heiland nimt die sünder an“), 509 („Mein lamm, das mich bisher getragen“), 523 („Mein überwinder, eilf, hilf mir“), 619 („O schönes blut! das unaufhörlich quillet“), 621 („O seele! sage mir“), 670 („Singt und spielt in euren hertzen“) und 737 („Was sol ich wol vor opfer bringen?“).

### Veröffentlichungen
- Mehrere Lieder In: Johann Georg Struck (Hrsg.): Wernigerödisches Gesang-Buch, begreiffend 852 Geistreiche so wol Alte als Neue auserlesene Lieder, mit den Noten der unbekannten Meoldeyen und einem kleinen Gebet-Buch versehen, und auf Gnädigste Anordnung zur Ermunterung GOTT gefälliger Andacht also ausgefertiget. Struck, Wernigerode 1766. (Digitalisat).
- Singgedicht In: Johann Georg Struck (Hrsg.): Bey der hohen Vermählung des Hochgebohrnen Grafen und Herrn, Herrn Adolph Christian, des heil. Röm. Reichs Burggrafen und Grafen zu Dohna, ... mit der Hochgebohrnen Gräfin und Frau, Frau Christine Eleonore, des heil. Röm. Reichs Gräfin zu Stolberg, ... welche den 27. Februar. 1755, ... auf dem Schlosse Wernigerode erfreut vollzogen wurde, ließ die mit Gottes Fügung vergnügte Zuversicht ihre Siegeslieder im folgenden Singgedichte hören. Struck, Wernigerode 1755. (Digitalisat).